# 通用磨坊
通用磨坊（General Mills，：GIS）是一間財富500強企業，主要從事食品加工業務，為世界第六大食品公司，總部設於美國明尼蘇達州明尼阿波利斯黃金谷。主要品牌包括哈根达斯、Betty Crocker、綠巨人 (品牌)及灣仔碼頭水餃等，以及多款早餐穀物品牌。

## 历史
通用磨坊创建于1866年美國明尼蘇達州密西西比河兩岸上的麵粉工廠；他們的創新，徹底改革了麵粉研磨工業，成為今天通用磨坊的基礎。至今，通用磨坊遍佈100多個國家，經營60多種品牌，全球員工總人數超過40,000人，是全世界十大食品製造公司之一。 
1985年，General Mills的玩具部門從其母公司剝離成立——Kenner Parker Toys, Inc.。
2001年，通用磨坊從Diageo手裡收購了Pillsbury Company，耗资105亿美元。
2011年3月21日，通用磨坊以6億歐元（约22億美元）收購全球第二大優酪乳制造商優沛蕾（Yoplait）。
2014年9月5日，通用磨坊以8.2億美元现金收購有機食品生產商安妮天然食品公司Annie's Homegrown
2018年2月23日，通用磨坊宣布斥資80億美元收購寵物飼料製造商Blue Buffalo Pet Food。

## 外部連結
- 通用磨坊官方網站 （页面存档备份，存于）
- 台灣通用磨坊官方網站 （页面存档备份，存于）

1. 1 2  . 美股之家. 2021-07-19  [2021-07-22]. （原始内容存档于2021-07-23）.
2. ↑  .   [2021-11-15]. （原始内容存档于2022-01-21）.